# Strausz László (orvos)
Strausz László (Budapest, 1902. június 9. – Budapest, 1987. június 7.) belgyógyász, röntgenológus, Kosztolányi Dezsőné unokatestvére.

## Élete
Strausz Joachim (1856–1932) és Schlesinger Matild (1867–1940) fiaként született zsidó családban. Középiskolai tanulmányait 1912 és 1920 között a Budapesti VII. kerületi Barcsay utcai Magyar Királyi Állami Főgimnáziumban végezte, majd felvételt nyert a pécsi Erzsébet Tudományegyetemre, ahol 1927-ben avatták orvosdoktorrá. Az 1926/1927. tanévben a berlini Collegium Hungaricum ösztöndíjasa volt. Medikus korától kezdve négy éven át az Erzsébet Tudományegyetem Entz Béla által vezetett Kórbonctani Intézetének kinevezett gyakornokaként működött. 1927 és 1933 között a székesfőváros Kun utcai, illetve Horthy Miklós úti közkórházainak volt segéd-, illetve alorvosa. Időközben (1930) belbetegségek tárgykörből szakorvosi végzettséget szerzett. Az 1930-as években hosszabb tanulmányúton járt Bécsben Schlesinger professzor intézetében, illetve Szerb Zsigmond, Karczag László és Szőllőssy Lajos professzorok mellett fejtett ki belgyógyászati működést. 1934-ben a Budai Izraelita Hitközség rendelőintézetének belgyógyászati osztályának főorvosává nevezték ki.
1935. január 6-án Szegeden nőül vette László Ilonát (1909–1945), dr. László Adolf és Pollák Irén lányát.
Feleségét a nyilasok 1944 novemberében a Kapás u. 46. szám alól a Dunántúlra vitték. Utolsó értesítést róla Mosonmagyaróvárról kapott. 1946 novemberében holttá nyilvánították.
A második világháborút követően a Szent István Kórház Röntgenosztályán dolgozott.
A budapesti Farkasréti temetőben helyezték nyugalomra.

## Művei
- Egészségügyi intézkedések az 1848/49-iki szabadságharc alatt. (Gyógyászat, 1922, 5.)
- Linitis plastica. (Gyógyászat, 1927, 48.)
- A belsőszervek lueses megbetegedésének myosalvarsannal való kezeléséről. Klein Miklóssal. (Gyógyászat, 1929, 47.)
- Sepsist utánzó heveny malleus esete. Zsigmond Pállal. (Gyógyászat, 1929, 50.)
- A salicyllal nem befolyásolható polyarthritis kezelése trypaflavinnal. (Orvosi Hetilap, 1931, 16.)
- Endorodinnal szerzett tapasztalatok. (Budapesti Orvosi Újság, 1932, 44.)
- A nem-specifikus immuntherapia a vegyes fertőzéssel szövődött tüdőgümőkórnál. (Budapesti Orvosi Újság, 1933, 47.)
- Evipan, egy új altatószer. (Budapesti Orvosi Újság, 1934, 37.)
- Osteochondritis lueticát utánzó osteomyelitis esete. (Orvosok Lapja, 1947, 11.)